# Silhaha
Silhaha, Szilhaha (ok. 1830–1800 p.n.e.) – król Elamu, syn Eparti II, drugi przedstawiciel dynastii „królów Anszan i Suzy”. To on wprowadzić miał do elamickiej tytulatury królewskiej tytuł „wielkiego regenta” (sukkalmah). Według późniejszej tradycji uważany był za założyciela dynastii.